# أوتو فون كيرلاخ
أوتو فون كيرلاخ (بالألمانية: Otto von Gerlach)‏ هو عالم عقيدة ألماني، ولد في 12 أبريل 1801 في برلين في ألمانيا، وتوفي بنفس المكان في 24 أكتوبر 1849.

## وصلات خارجية
- أوتو فون كيرلاخ على موقع الموسوعة البريطانية (الإنجليزية)